# 隆日维尔莱梅斯
隆日维尔莱梅斯（法語：Longeville-lès-Metz，法語發音：[lɔ̃ʒvil lɛ mɛs]，意为“梅斯附近的隆日维尔”；洛林语：Longevelle）是法国摩泽尔省的一个市镇，位于该省西部，梅斯市区以西，属于梅斯区。

## 地理
隆日维尔莱梅斯（49°6'52"N, 6°8'7"E）面积2.71 平方千米，位于法国大東部大區摩泽尔省，该省份为法国东北部内陆省份，是洛林的一部分，西南接默尔特-摩泽尔省，东临下莱茵省，北与卢森堡和德国接壤。
与隆日维尔莱梅斯接壤的市镇（或旧市镇、城区）包括：勒邦圣马丹、蒙蒂尼莱梅斯、梅斯、锡-沙泽勒。

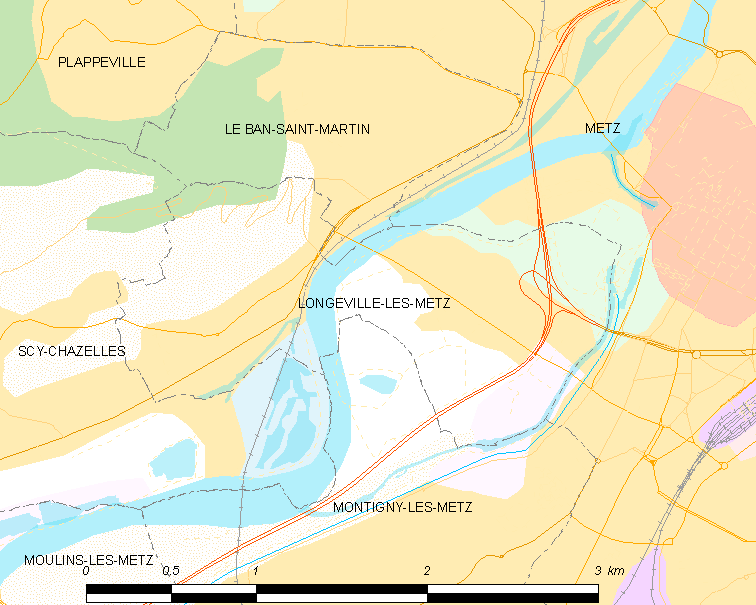
隆日维尔莱梅斯的OSM定位图

隆日维尔莱梅斯的时区为UTC+01:00、UTC+02:00（夏令时）。

## 行政
隆日维尔莱梅斯的邮政编码为57050，INSEE市镇编码为57412。

## 政治
隆日维尔莱梅斯所属的省级选区为蒙蒂尼莱梅斯县。

## 人口

1962-2008年间隆日维尔莱梅斯人口变化图示

隆日维尔莱梅斯于2022年1月1日时的人口数量为4017人。